# 大西洋灘 (紐約州)
大西洋灘（英語：Atlantic Beach）是位於美國紐約州拿騷縣的村。

## 人口
根據2020年美國人口普查的數據，大西洋灘的面積為2.64平方千米，當中陸地面積為1.14平方千米，而水域面積為1.50平方千米。當地共有人口1707人，而人口密度為每平方千米647人。